# Liste der Naturschutzgebiete im Ústecký kraj

Lage des Ústecký kraj in Tschechien

Die Liste der Naturschutzgebiete im Ústecký kraj umfasst kleinflächige geschützte Gebiete in der Region Ústí, Tschechien. Aufgenommen sind alle offiziell ausgewiesenen Naturreservate und Naturdenkmäler nach dem „Gesetz zum Schutz der Natur und der Landschaft 114/1992“ (Stand August 2008).
Für eine Gesamtübersicht siehe die Liste der Naturschutzgebiete in Tschechien.

## Nationale Naturreservate
| Name                   | Gründung | Größe [ha] | Lage                                      | Beschreibung                                                           | Ansicht |
| ---------------------- | -------- | ---------- | ----------------------------------------- | ---------------------------------------------------------------------- | ------- |
| Bořeň                  | 1946     | 23,24      | Most: Želenice; Teplice: Bílina, Hrobčice | Felsberg im Böhmischen Mittelgebirge (539 m)                           |         |
| Jezerka                | 1969     | 130        | Chomutov: Vysoká Pec; Most: Horní Jiřetín | Buchenwald an den Hängen des Jezeří (706 m) im Erzgebirge              |         |
| Lovoš                  | 1948     | 74,53      | Litoměřice: Velemín                       | Berg im Böhmischen Mittelgebirge (569,7 m)                             |         |
| Malý a Velký štít      | 1989     | 8,61       | Louny: Vinařice                           | Felshänge im Džbán (Krugwald)                                          |         |
| Milešovka              | 1951     | 25,5       | Litoměřice: Velemín                       | Berg im Böhmischen Mittelgebirge (836 m)                               |         |
| Novodomské rašeliniště | 1967     | 312,61     | Chomutov: Hora Svatého Šebestiána, Kalek  | Hochmoor im Erzgebirge                                                 |         |
| Oblík                  | 1967     | 20,5       | Louny: Libčeves, Raná                     | Berg im Böhmischen Mittelgebirge (509 m)                               |         |
| Raná                   | 1951     | 9,3        | Louny: Raná                               | Berg im Böhmischen Mittelgebirge (457 m)                               |         |
| Růžák                  | 1974     | 92,82      | Děčín: Růžová, Srbská Kamenice            | Berg in der Böhmischen Schweiz (619 m), heute Kernzone im Nationalpark |         |
| Sedlo                  | 1968     | 42,2       | Litoměřice: Liběšice                      | Berg im Böhmischen Mittelgebirge (726,4 m)                             |         |
| Úhošť                  | 1974     | 114,57     | Chomutov: Kadaň                           | Berg im Duppauer Gebirge (593,3 m)                                     |         |

## Naturreservate
| Name                      | Gründung | Größe [ha] | Lage                                                    | Beschreibung                                                                                        | Ansicht |
| ------------------------- | -------- | ---------- | ------------------------------------------------------- | --------------------------------------------------------------------------------------------------- | ------- |
| Arba                      | 1996     | 3,99       | Děčín: Srbská Kamenice                                  | Feuchtwiese an der Kamenice                                                                         |         |
| Běšický a Čachovický vrch | 2002     | 24,72      | Chomutov: Březno, Kadaň                                 | Eichenwald am Ufer des Stausees Nechranice                                                          |         |
| Blatenský svah            | 1934     | 13,78      | Louny: Blatno                                           | |         |
| Bohyňská lada             | 2003     | 14,54      | Děčín: Děčín                                            | |         |
| Březina                   | 1969     | 11,9       | Litoměřice: Velemín; Teplice: Kostomlaty pod Milešovkou | |         |
| Bučina na Kienhaidě       | 2000     | 48,96      | Chomutov: Kalek                                         | Buchen-Fichtenwald am Gipfel des Berges Čihadlo (842 m) im Erzgebirge                               |         |
| Buky a javory v Gabrielce | 2000     | 64,62      | Chomutov: Kalek                                         | Buchen- und Bergahornwälder im Erzgebirge                                                           |         |
| Buky nad Kameničkou       | 1994     | 38,88      | Chomutov: Blatno                                        | autochthoner Buchenwald inmitten schadstoffbedingter Kahlflächen im Erzgebirge                      |         |
| Cínovecké rašeliniště     | 2001     | 7,4        | Teplice: Košťany                                        | |         |
| Čabel                     | 1974     | 9,18       | Děčín: Bynovec                                          | |         |
| Černá louka               | 1998     | 130        | Teplice: Krupka                                         | |         |
| Černý rybník              | 1993     | 32,56      | Most: Klíny                                             | Teich und Moorgebiet im Erzgebirge                                                                  |         |
| Číčov                     | 1951     | 5,61       | Louny: Libčeves                                         | Berg (476 m) im Böhmischen Mittelgebirge, Trockenrasen mit wärmeliebender Vegetation                |         |
| Dětanský chlum            | 1967     | 35,6       | Louny: Nepomyšl                                         | Wald und wärmeliebende Steppenvegetation am Südhang des Chlum (539 m) am Rand des Duppauer Gebirges |         |
| Dřínek                    | 2002     | 1,8        | Teplice: Hrobčice                                       | |         |
| Grünwaldské vřesoviště    | 1989     | 39,23      | Teplice: Moldava                                        | |         |
| Holý vrch u Hlinné        | 1949     | 13,58      | Litoměřice: Hlinná                                      | |         |
| Horská louka u Háje       | 1994     | 18,6       | Chomutov: Loučná pod Klínovcem                          | |         |
| Hradišťanská louka        | 1952     | 3,93       | Teplice: Hrobčice                                       | |         |
| Kalvárie                  | 1993     | 8,71       | Litoměřice: Libochovany, Velké Žernoseky                | Berg (239 m) in der Porta Bohemica                                                                  |         |
| Kamenná hůra              | 1993     | 56,74      | Děčín: Merboltice, Starý Šachov, Valkeřice              | |         |
| Kozí vrch                 | 1983     | 36,86      | Ústí nad Labem: Povrly, Ústí nad Labem                  | Berg (380 m) im Böhmischen Mittelgebirge                                                            |         |
| Libouchecké rybníčky      | 1996     | 2,17       | Ústí nad Labem: Libouchec                               | |         |
| Lipská hora               | 1951     | 22,22      | Litoměřice: Třebenice                                   | |         |
| Loužek                    | 1933     | 11,22      | Litoměřice: Doksany                                     | |         |
| Malhostický rybník        | 2002     | 23,57      | Teplice: Rtyně nad Bílinou                              | |         |
| Marschnerova louka        | 1996     | 1,43       | Děčín: Chřibská                                         | |         |
| Milá                      | 1946     | 19,96      | Most: Bečov                                             | Berg (510 m) im Böhmischen Mittelgebirge                                                            |         |
| Mokřady dolní Liběchovky  | 2001     | 36,47      | Mělník: Tupadly, Želízy; Litoměřice: Štětí              | |         |
| Myslivna                  | 1968     | 35,41      | Litoměřice: Budyně nad Ohří, Libochovice                | |         |
| Na Černčí                 | 1990     | 6,8        | Litoměřice: Úštěk                                       | |         |
| Na loučkách               | 1977     | 15,2       | Chomutov: Výsluní                                       | Moor im Erzgebirge, genetisch bedeutender Bestand der Moor-Spirke (Pinus rotundata)                 |         |
| Niva Olšového potoka      | 2002     | 16,89      | Ústí nad Labem: Petrovice                               | |         |
| Pavlino údolí             | 1993     | 163,36     | Děčín: Jetřichovice, Kunratice                          | |         |
| Pekelský důl              | 1997     | 0,48       | Děčín: Česká Kamenice                                   | |         |
| Písečný vrch              | 1996     | 39,16      | Most: Bečov                                             | |         |
| Pístecký les              | 2006     | 184,4      | Litoměřice: Brozany nad Ohří, Budyně nad Ohří           | |         |
| Pod lesem                 | 1997     | 1,27       | Děčín: Jílové                                           | |         |
| Rač                       | 1953     | 15,41      | Ústí nad Labem: Řehlovice                               | |         |
| Rájecká rašeliniště       | 2004     | 1,68       | Ústí nad Labem: Tisá                                    | |         |
| Sedlec                    | 1996     | 58,91      | Chomutov: Mašťov, Radonice                              | |         |
| Sluneční stráň            | 1968     | 7,62       | Ústí nad Labem: Ústí nad Labem                          | |         |
| Spravedlnost              | 2004     | 11,16      | Děčín: Doubice, Chřibská                                | Berg (533 m) in der Böhmischen Schweiz                                                              |         |
| Stará Oleška              | 1995     | 10,81      | Děčín: Huntířov                                         | |         |
| Studený vrch              | 1949     | 113,31     | Děčín: Česká Kamenice                                   | Berg (737 m) im Lausitzer Gebirge                                                                   |         |
| Světlík                   | 1995     | 44,18      | Děčín: Horní Podluží, Varnsdorf                         | |         |
| Špičák u Krásného Lesa    | 1997     | 72,11      | Ústí nad Labem: Petrovice                               | |         |
| Trupelník                 | 2001     | 15,33      | Teplice: Bílina, Hrobčice                               | |         |
| Vápenka                   | 1969     | 12,09      | Děčín: Krásná Lípa                                      | |         |
| Velký rybník              | 1984     | 44         | Děčín: Krásná Lípa, Rybniště                            | |         |
| Vlčí důl                  | 1989     | 32,59      | Teplice: Osek                                           | |         |
| Vrabinec                  | 1993     | 8,77       | Děčín: Těchlovice                                       | Berg (350 m) im Böhmischen Mittelgebirge                                                            |         |
| Za pilou                  | 1999     | 1,07       | Děčín: Srbská Kamenice                                  | |         |

## Nationale Naturdenkmäler
| Name            | Gründung | Größe [ha] | Lage                           | Beschreibung                                                                                        | Ansicht |
| --------------- | -------- | ---------- | ------------------------------ | --------------------------------------------------------------------------------------------------- | ------- |
| Bílé stráně     | 1954     | 0,99       | Litoměřice: Litoměřice         | Kalksteinhügel im Böhmischen Mittelgebirge                                                          |         |
| Boreč           | 1951     | 11,23      | Litoměřice: Velemín            | Berg (449 m) im Böhmischen Mittelgebirge                                                            |         |
| Březinské tisy  | 1969     | 35,71      | Děčín: Děčín                   | Eibenwald an der Ploučnice                                                                          |         |
| Ciboušov        | 1983     | 4,96       | Chomutov: Klášterec nad Ohří   | Mineralogische Lokalität am Fuße des Erzgebirges                                                    |         |
| Doupňák         | 1983     | 12,8       | Chomutov: Klášterec nad Ohří   | Mineralogische Lokalität am Fuße des Erzgebirges                                                    |         |
| Dubí hora       | 1966     | 0,09       | Litoměřice: Úštěk              | Berg (442 m) in der Daubaer Schweiz, ehemaliger Steinbruch, geologische Lokalität                   |         |
| Jánský vrch     | 1951     | 9,4        | Most: Korozluky                | Berg (340 m) im Böhmischen Mittelgebirge                                                            |         |
| Kamenná slunce  | 1953     | 0,89       | Louny: Libčeves                | Geologische Lokalität im Böhmischen Mittelgebirge                                                   |         |
| Kleneč          | 1951     | 5,35       | Litoměřice: Kleneč             | Sandiger Hang nahe dem Berg Říp mit Beständen der Sand-Nelke (Dianthus arenarius subsp. bohemicus). |         |
| Pravčická brána | 1963     | 1,11       | Děčín: Hřensko                 | Sandstein-Felsentor in der Böhmischen Schweiz                                                       |         |
| Velký vrch      | 1989     | 23,28      | Louny: Vršovice                | Berg (303 m) im Böhmischen Mittelgebirge, mykologische Lokalität                                    |         |
| Vrkoč           | 1966     | 1,42       | Ústí nad Labem: Ústí nad Labem | Felsen im Böhmischen Mittelgebirge                                                                  |         |
| Zlatý vrch      | 1964     | 3,6        | Děčín: Česká Kamenice          | Berg (657 m) im Lausitzer Gebirge                                                                   |         |

## Naturdenkmäler
| Name                             | Gründung      | Größe [ha]       | Lage                                         | Beschreibung | Ansicht |
| -------------------------------- | ------------- | ---------------- | -------------------------------------------- | --- | ------- |
| Babinské louky                   | 1993          | 40,9             | Ústí nad Labem: Malečov                      | Bergwiesen im Böhmischen Mittelgebirge                                                                                                   |         |
| Bobří soutěska                   | 1968          | 0,81             | Česká Lípa: Žandov; Děčín: Verneřice         | |         |
| Březno u Postoloprt              | 1998          | 1,77             | Louny: Postoloprty                           | |         |
| Buky na Bouřňáku                 | 1979          | 3,26             | Teplice: Moldava                             | Berg (869 m) im Erzgebirge |         |
| Divoká rokle                     | 2001          | 2,42             | Ústí nad Labem: Ústí nad Labem               | |         |
| Domaslavické údolí               | 1992          | 60               | Teplice: Háj u Duchcova, Hrob                | |         |
| Háj Petra Bezruče                | 1956          | 26,49            | Louny: Petrohrad                             | |         |
| Hofberg                          | 2000          | 0,83             | Děčín: Jetřichovice                          | |         |
| Hradiště u Hlinné                | 1949          | 5,25             | Litoměřice: Hlinná                           | Berg (545 m) im Böhmischen Mittelgebirge                                                                                                 |         |
| Hradiště u Černovic              | 1968          | 4,77             | Chomutov: Černovice                          | Erhebung (594 m) im Süden des Erzgebirges. Durch Bergbau freigelegte Quarzit-Platte mit vielen tertiären Fossilien.                      |         |
| Husův vrch                       | 1989          | 4,7              | Teplice: Hostomice                           | |         |
| Chloumek                         | 1969          | 1                | Most: Bečov                                  | |         |
| Jeskyně pod Sněžníkem            | 1999          | 0,1              | Děčín: Jílové                                | |         |
| Jílovské tisy                    | 1993          | 26,15            | Děčín: Jílové                                | |         |
| Kokrháč                          | 1990          | 9,29             | Chomutov: Kadaň                              | |         |
| Košťálov                         | 1960          | 6                | Litoměřice: Jenčice                          | |         |
| Koštice                          | 1989          | 1,94             | Louny: Koštice                               | |         |
| Kozinecká stráň                  | 1997          | 6,45             | Louny: Hřivice, Tuchořice                    | |         |
| Krásná Lípa                      | 1992          | 1,22             | Chomutov: Křimov                             | Hügel beim gleichnamigen Dorf im Süden des Erzgebirges, Lokalität der Finger-Kuhschelle                                                  |         |
| Kuzov                            | 1949          | 7,12             | Litoměřice: Třebívlice                       | |         |
| Kytlice                          | 1975          | 0,99             | Děčín: Kytlice                               | |         |
| Líska                            | 1930          | 6,52             | Děčín: Česká Kamenice                        | Schluchtwald am Hang des Černý vrch (638 m) im Lausitzer Gebirge mit großem Bestand des Ausdauernden Silberblattes                       |         |
| Lokalita břízy ojcovské u Volyně | 1986          | 1,49             | Chomutov: Výsluní                            | Einziges tschechisches Vorkommen der Ojcow-Birke (Betula oycoviensis), einer seltenen Varietät der Hänge-Birke, im Süden des Erzgebirges |         |
| Louka u Brodských                | 1998          | 0,68             | Děčín: Chřibská                              | |         |
| Louka vstavačů u Černýše         | 1990          | 1,11             | Chomutov: Perštejn                           | |         |
| Loupežnická jeskyně              | 2001          | 13,04            | Ústí nad Labem: Ústí nad Labem, Velké Březno | |         |
| Lužické šipáky                   | 1993          | 3,83             | Most: Lužice                                 | |         |
| Skalní hřib                      | 1992          | 6,31             | Ústí nad Labem: Velké Březno                 | Berg (521 m) im Böhmischen Mittelgebirge                                                                                                 |         |
| Meandry Chřibské Kamenice        | 1996          | 0,59             | Děčín: Jetřichovice, Srbská Kamenice         | |         |
| Merkur                           | 1993          | 3,19             | Chomutov: Málkov                             | Ehemaliges paläontologisches Profil im Norden des Tagebau Nástup–Tušimice                                                                |         |
| Miocenní sladkovodní vápence     | 1983          | 1,76             | Louny: Tuchořice                             | |         |
| Mravenčák                        | 1990          | 1,5              | Chomutov: Klášterec nad Ohří                 | |         |
| Nad Dolským mlýnem               | 1974          | 1,27             | Děčín: Růžová                                | |         |
| Nebočadský luh                   | 1994          | 11,99            | Děčín: Děčín                                 | |         |
| Noldenteich                      | 2004          | 1,6              | Děčín: Česká Kamenice, Kunratice             | |         |
| Plešivec                         | 1966          | 32,65            | Litoměřice: Hlinná, Kamýk, Miřejovice        | Berg (509 m) im Böhmischen Mittelgebirge                                                                                                 |         |
| Radobýl                          | 1969 und 1966 | 4,00 ha und 1,00 | Litoměřice: Žalhostice                       | Berg (399 m) im Böhmischen Mittelgebirge                                                                                                 |         |
| Radouň                           | 1983          | 2,98             | Litoměřice: Štětí                            | |         |
| Rašovické skály                  | 1992          | 35               | Chomutov: Klášterec nad Ohří                 | |         |
| Rybník u Králova mlýna           | 2000          | 0,6              | Děčín: Děčín                                 | |         |
| Salesiova výšina                 | 1986          | 2                | Teplice: Osek                                | |         |
| Sfingy                           | 1983          | 0,6              | Chomutov: Měděnec                            | |         |
| Slanisko u Škrle                 | 2002          | 3,48             | Chomutov: Bílence                            | |         |
| Slatiniště u Vrbky               | 2006          | 4,51             | Litoměřice: Budyně nad Ohří, Mšené-lázně     | |         |
| Sluňáky                          | 1966          | 3,54             | Chomutov: Rokle                              | |         |
| Staňkovice                       | 1992          | 6,86             | Louny: Staňkovice, Žatec                     | |         |
| Stroupeč                         | 1992          | 14               | Louny: Žiželice                              | |         |
| Střezovská rokle                 | 1966          | 16,8             | Chomutov: Březno                             | |         |
| Stříbrný roh                     | 1968          | 6,86             | Děčín: Těchlovice                            | |         |
| Štěpánovská hora                 | 1946          | 0,5              | Teplice: Hrobčice, Lukov                     | |         |
| Štola Stradonice                 | 2000          | 10,05            | Louny: Peruc                                 | |         |
| Tiské stěny                      | 1996          | 99,57            | Ústí nad Labem: Tisá                         | Felsenstadt in der Böhmischen Schweiz |         |
| Tobiášův vrch                    | 1946          | 3,43             | Louny: Kozly                                 | Hügelkuppe (354 m) im Böhmischen Mittelgebirge mit Beständen des Frühlings-Adonisröschens und Kuhschellen                                |         |
| Travertinová kupa                | 1989          | 0,2              | Louny: Tuchořice                             | |         |
| Třtěnské stráně                  | 2003          | 19,17            | Louny: Chožov                                | |         |
| Údolí Hasiny u Lipence           | 2002          | 16,83            | Louny: Lipno, Postoloprty                    | |         |
| Velká Volavka                    | 2000          | 0,6              | Most: Volevčice                              | |         |
| V hlubokém                       | 1947          | 3,79             | Louny: Peruc                                 | |         |
| Vinařský rybník                  | 1990          | 16,6             | Chomutov: Pětipsy, Vilémov                   | |         |
| Vrása                            | 1986          | 0,06             | Teplice: Osek                                | |         |
| Žatec                            | 1992          | 20,89            | Louny: Žatec                                 | |         |
| Želinský meandr                  | 1992          | 174,47           | Chomutov: Kadaň, Rokle                       | |         |